# Блюститель закона (фильм, 1976)
«Блюститель закона» или «Подкрепление» (англ. The Enforcer) — третий фильм сериала о Грязном Гарри, главную роль в котором сыграл Клинт Иствуд. Лента продолжает историю о полицейском, пренебрегающим законом во имя борьбы с преступностью, начатую в фильмах «Грязный Гарри» и «Высшая сила».

## Сюжет
Грязный Гарри (в миру инспектор Каллахан) потерял своего напарника. Тот был ранен террористами. Взамен Каллахан получает напарницу, красивую дамочку на высоких каблуках по имени Кейт. После очередного «успешного задания» — схватки с бандитами и освобождения заложников, взятых ими здесь же в магазине, городской департамент полиции по вине Гарри должен возместить владельцам ущерб в размере 14 тысяч 279 долларов (для ускорения процесса Гарри таранит витрину полицейским автомобилем). Это не приводит начальника Гарри в восторг, и он его отстраняет от подобных дел.
Но неуемная прыть Кэлэхэна и втянутой в его орбиту активности Кейт выводит эту парочку стражей закона на дело о похищении террористами мэра. У Гарри свой зуб на террористов — они смертельно ранили его прежнего напарника.
Преступники (активисты Народной Революционной Силы, как они себя называют) во главе с вожаком Бобби Максвеллом, вооруженные до зубов, похитили мэра Сан-Франциско и требуют от властей выкуп в размере 2 млн долларов. Гарри узнаёт, что мэра держат в бывшей тюрьме Алькатрас. Операция по вызволению мэра от преступников пройдёт с привычном для Грязного Гарри размахом, а новенькая Кейт внесёт свою лепту в формат перестрелок и уничтожения врагов общества.

## В ролях
- Клинт Иствуд — «Грязный Гарри» Каллахан
- Тайн Дейли — Кейт Мур
- Гарри Гуардино — лейтенант Эл Бресслер
- Брэдфорд Диллман — капитан Маккей
- Джон Митчум — Фрэнк Ди Джорджио
- Деверен Букуолтер — Бобби Максвелл
- Джон Кроуфорд — мэр
- Ник Пеллегрино — Мартин
- Джо Спано — грабитель (в титрах не указан)

## Съёмочная группа
- Режиссёр: Джеймс Фарго
- Сценарий: Дин Райснер, Стерлинг Силлифант
- Продюсер: Роберт Дэйли
- Оператор: Чарлз Шорт
- Художник: Аллен Смит
- Композитор: Джерри Филдинг
- Монтаж: Джоэл Кокс, Феррис Уэбстер

## История создания
Сценарий первоначально назывался «Движущаяся мишень» (Moving Target), затем при запуске фильма в производство он получил название «Грязный Гарри 3» и лишь впоследствии он получил своё название «The Enforcer», по словам Иствуда, он таким образом отдал дань уважения своему любимому одноимённому фильму 1951 года с участием Хэмфри Богарта.
Съёмки фильма начались в Сан-Франциско летом 1976 года. Иствуд изначально всё ещё сомневался в количестве своих строк и предпочитал менее разговорчивый подход, который заложил в него Серджо Леоне. Фильм в итоге оказался значительно короче предыдущих фильмов о «Грязном Гарри», и в итоге был сокращён до 96 минут.

## Музыка
Вся музыка написана Джерри Филдингом.
| №                   | Название                             | Длительность |
| ------------------- | ------------------------------------ | ------------ |
| 1.                  | «Prologue / Main Title»              | 3:20         |
| 2.                  | «Harry's World»                      | 1:03         |
| 3.                  | «Warehouse Heist»                    | 5:20         |
| 4.                  | «Code Blue»                          | 1:16         |
| 5.                  | «Rooftop Chase»                      | 6:02         |
| 6.                  | «Raid On Mustafa»                    | 1:17         |
| 7.                  | «Kidnap Zap»                         | 3:46         |
| 8.                  | «Tiffany's Number Eleven»            | 3:18         |
| 9.                  | «The Shooting Nun»                   | 1:15         |
| 10.                 | «Alcatraz Encounter»                 | 4:26         |
| 11.                 | «Death On The Rock»                  | 3:06         |
| 12.                 | «Finale (Elegy For Inspector Moore)» | 3:00         |
| 13.                 | «Finale (Alternate)»                 | 2:56         |
| Общая длительность: | Общая длительность:                  | 40:05        |

## Зрительский взгляд

### Рейтинги
На сайте Rotten Tomatoes «свежесть» фильма составляет 79 % со средней оценкой 6.3/10 на основе 28 отзывов, из которых 22 — положительные, а оставшиеся 6 — отрицательные. Консенсус сайта гласит: «Несмотря на появление малейших намеков на усталость серии, „Блюститель закона“ показывает захватывающий экшн и лучший юмор, чем его предшественники». На сайте Metacritic, где оценки выставляются на основе среднего арифметического взвешенного, у фильма 58 баллов из 100 на основе 7 отзывов, что соответствует «в целом смешанным отзывам».

### Критика
Ричард Эдер из The New York Times был настроен отрицательно, заявив: «денег, громкого имени Клинта Иствуда, большого количества запекшейся крови и воющих сирен, а также желания ругать различные либеральные идеи недостаточно, чтобы сделать из Блюстителя закона даже сносный фильм». Роджер Эберт из Chicago Sun-Times назвал фильм «лучшим из серии о Грязном Гарри, в котором удалось найти баланс между экшеном и юмором. Иногда в предыдущих фильмах мы чувствовали себя неловко, смеясь в промежутках между кровопролитием, но на этот раз фильм более продуманно построен и шагнул вперёд». Кевин Томас из Los Angeles Times назвал Блюститель закона «третьим и, возможно, лучшим фильмом Клинта Иствуда» с «хорошим актёрским составом» и «небывалым юмором», который «является результатом тонизирующего, высокоразвитого чувства абсурда, который проходит через его стремительный хаос».